# Тегин-шах
Тегин-шах, Шахи Тегин  или Шри Шахи (680–739), известный китайцам как «Тегин шах Хорасана» был правителем из династии тюркских шахов, которые правили от Кабула и Каписа до Гандхары.
В 680 г. Тегин-шах сменил Барха тегина.
Попытки арабов захватить Кабул и Забулистан в 697-698 гг. потерпели неудачу. 
В 719/20 г. н.э. Тегин-шах и илтебар Забулистана отправили объединенное посольство к китайскому императору династии Тан. Предполагают, что Тегин-шах был Тегином племени халадж. Видимо, правители из династии тюркских шахов были тюрками-халаджами. 
Тегин-шах отрёкся от престола в 739 г. н. э. в пользу своего сына Фромо Кесаро.